# Pseudibis davisoni
Pseudibis davisoni е вид птица от семейство Ибисови (Threskiornithidae). Видът е критично застрашен от изчезване.

## Разпространение
Видът е разпространен в Индонезия, Камбоджа и Лаос.